# Cink (Podstenice)

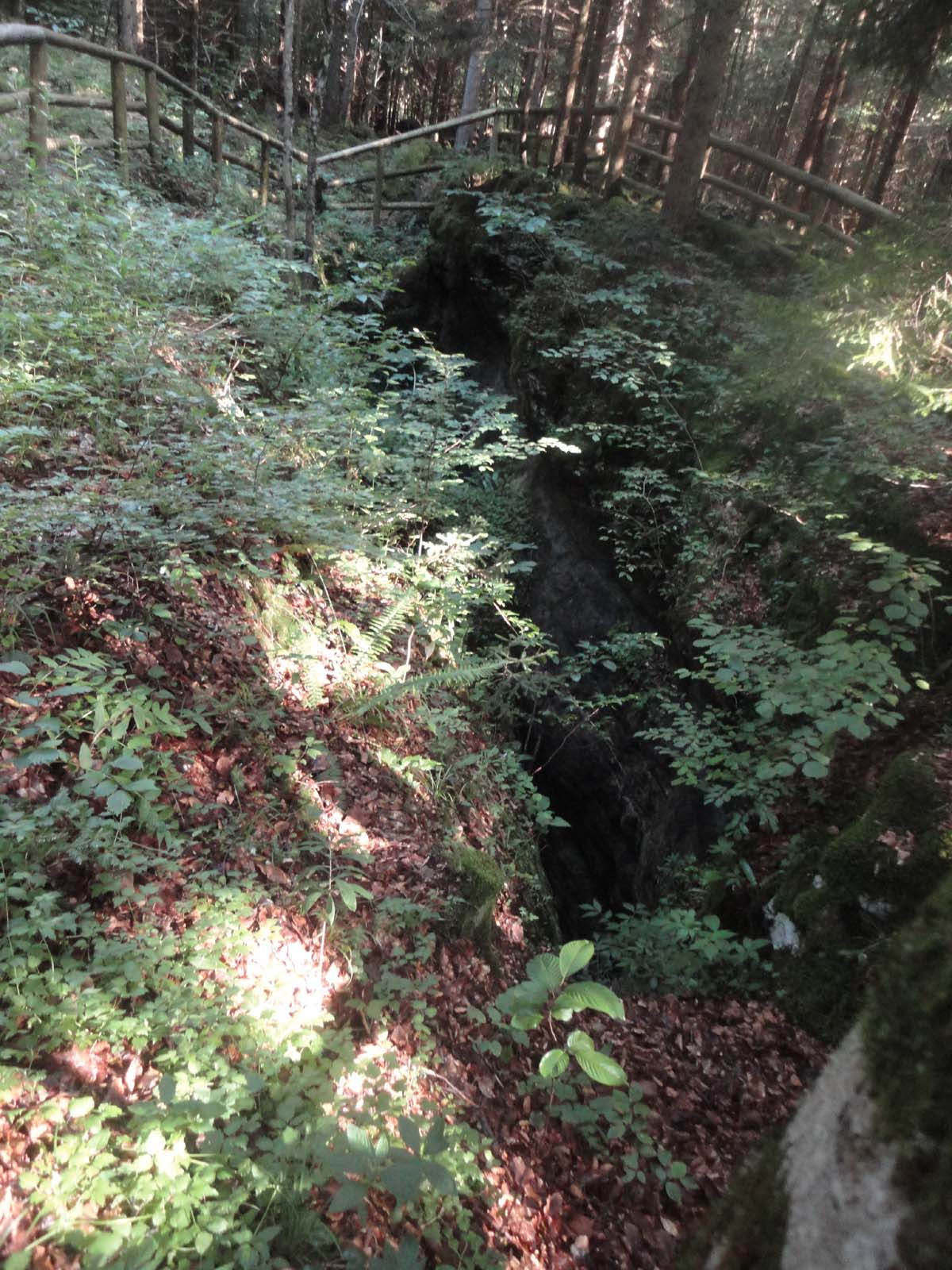
Zugang zum Massengrab am Kreuz von Cink

Cink (ausgesprochen [ˈtsiːŋk], deutsch: Zinken) ist eine abgelegene verlassene Siedlung in der Gemeinde Dolenjske Toplice,  Gemeindeteil Podstenice, im Süden Sloweniens. Das Gebiet ist ein Teil der traditionellen Region Unterkrain und gehört  zur statistischen Region Südostslowenien.

## Geschichte
Cink war eine deutschsprachige Siedlung im Gottscheer Land. Das Dorf gehörte 1890 zur Gemeinde Pöllandl (heute Kočevske Poljane), wurde im Zweiten Weltkrieg zerstört und nicht mehr aufgebaut.
Während des Zweiten Weltkriegs gründeten die Partisanen der Slowenischen Befreiungsfront an diesem Ort eine politische Schule für den Bund der Kommunistischen Jugend Jugoslawiens und unterhielten geheime Kommandoeinheiten.

## Massengrab am Kreuz von Cink
Im Sommer 1945 wurde 5 km östlich der damaligen Siedlung ein Massengrab in einer Schachthöhle angelegt. Das Massengrab Doppelschacht beim Kreuz von Cink (Grobišče Dvojno brezno pri Cink križu) enthält die sterblichen Überreste von Angehörigen der Slowenischen Heimwehr und anderer bewaffneter Gruppen, die den deutschen Streitkräften unterstellt waren.